# Côte des Dunes
Die Côte des Dunes ist ein 2001 als Seafrance Rodin in Dienst gestelltes Fährschiff der Reederei DFDS Seaways, das unter diesem Namen seit 2016 auf der Strecke von Dover nach Calais im Einsatz ist.

## Geschichte
Die Seafrance Rodin lief am 19. Mai 2001 unter der Baunummer 437 in der Werft der Aker Finnyards (heute Meyer Turku) in Rauma vom Stapel. Die Ablieferung an die Reederei SeaFrance erfolgte am 13. November, die Indienststellung zwischen Calais und Dover am 30. November 2006. Das Schwesterschiff ist die 2005 als Seafrance Berlioz in Dienst gestellte Côte des Flandres.
Im Dezember 2006 musste die Seafrance Rodin wegen eines Werftaufenthalts nach einer Kollision mit der Kaimauer in Calais kurzzeitig den Dienst unterbrechen. Abgesehen von weiteren kurzen Werftaufenthalten stand sie mehr als zehn Jahre für SeaFrance auf derselben Strecke im Einsatz. Am 16. November 2011 wurde das Schiff in Calais aufgelegt, nachdem die Reederei zahlungsunfähig und wenig später aufgelöst wurde.
Erst im August 2012 konnte die Fähre wieder den Dienst zwischen Dover und Calais aufnehmen, nun unter dem Namen Rodin für MyFerryLink. Im Juni 2015 wurde das Schiff jedoch erneut aufgelegt, nachdem auch diese Reederei Insolvenz anmelden musste. Im November 2015 kam die Rodin daher in den Besitz von DFDS, wurde im Februar 2016 in Côte des Dunes umbenannt und nahm für die Reederei am 10. Februar 2016 den Betrieb auf. Zuvor wurde das Schiff von streikenden Mitarbeitern des früheren Reeders MyFerryLink besetzt.